# Boris Zapriagaïev
Temple de la renommée russe : 1954
Boris Leonidovitch Zapriagaïev - en russe Борис Леонидович Запрягаев (né le 28 février 1922 à Moscou en URSS - mort le 20 avril 2000 à Moscou) est un sportif professionnel russe. Il est joueur puis entraîneur de hockey sur glace et footballeur.

## Biographie

### Hockey sur glace
Il évoluait au poste de gardien de but. Formé au HK Spartak Moscou, il a porté les couleurs des Krylia Sovetov de 1947 à 1961. Il a remporté le championnat d'URSS 1957 et la coupe d'URSS 1951. Il a représenté l'Équipe d'URSS au niveau international. Il a ensuite entraîné les équipes de jeunes des Krylia Sovetov.

### Football
- Perm : 1941-1943
- Krylia Sovetov Moscou : 1943-1948
- Torpedo Moscou : 1949-1952
- Krylia Sovetov/Zenith Kouïbychev : 1953